# 1480 Aunus
1480 Aunus este un asteroid din centura principală, descoperit pe 18 februarie 1938, de Yrjö Väisälä.